# 今泉朋子
今泉 朋子（いまいずみ ともこ、2月10日 - ）は、日本のアナウンサー、女優。神奈川県横浜市出身。身長159cm、体重42kg。神奈川大学経済学部卒業。
株式会社Space T所属。以前はピーチ（ケイダッシュ系列）に所属していた。
2022年10月28日、映画「鳩のごとく蛇のごとく斜陽」でプロデューサー　兼　俳優として参加。

## 出演

### 映画
映画「エクレール・お菓子放浪記」　食堂の娘役（2012年2月）
　映画「うさぎ追いし　山極勝三郎物語」　ウエイトレス役（2016年11月）
　映画「鳩のごとく蛇のごとく斜陽」　さち江役（2022年10月）
　男はつらいよ「寅次郎サラダ記念日」

### テレビドラマ
- 相棒 season2第8話（2003年、テレビ朝日系）
- 異議あり!女弁護士大岡法江第1話、3話（2004年、テレビ朝日系）
- anego第2話、9話（2005年、日本テレビ系）
- 相棒 season4第16話（2006年、テレビ朝日系）

### 情報・バラエティ
- 恋のから騒ぎ（日本テレビ系）
- ズームアップ中野（JCN中野）
- ピックアップ中野（J:COM中野）
- ショップチャンネル　ゲスト
- ＱＶＣ　ゲスト

### ラジオ
- 紀藤弁護士の暮らしの相談室（AMラジオ）
- サントリー・サタデー・ウェイティング・バー（TOKYO FM）
- 尚さんのどうするこの日本（2021年、ラジオ日本）
- きのうの続きのつづき（ラジオ日本）

### ナレーション
- BETTY（笠倉出版社、2009年9月号 - ）DVD
- jcom「釣りたいっ！
- jcom「まるっとスマイル春日部いわつき」
- jcom「中央大学 知の回廊」
- jcom「泉秀樹の歴史を歩く」

### イベント
- ワンワンとあそぼ！ＭＣのお姉さん（NHKスタジオパーク）
- スプーのショー（NHKスタジオパーク）

### CD
- ＮＨＫみんなのうた「みならいカメレオン」（2010年4月29日、だりお&ともこ）